# 新山歷史

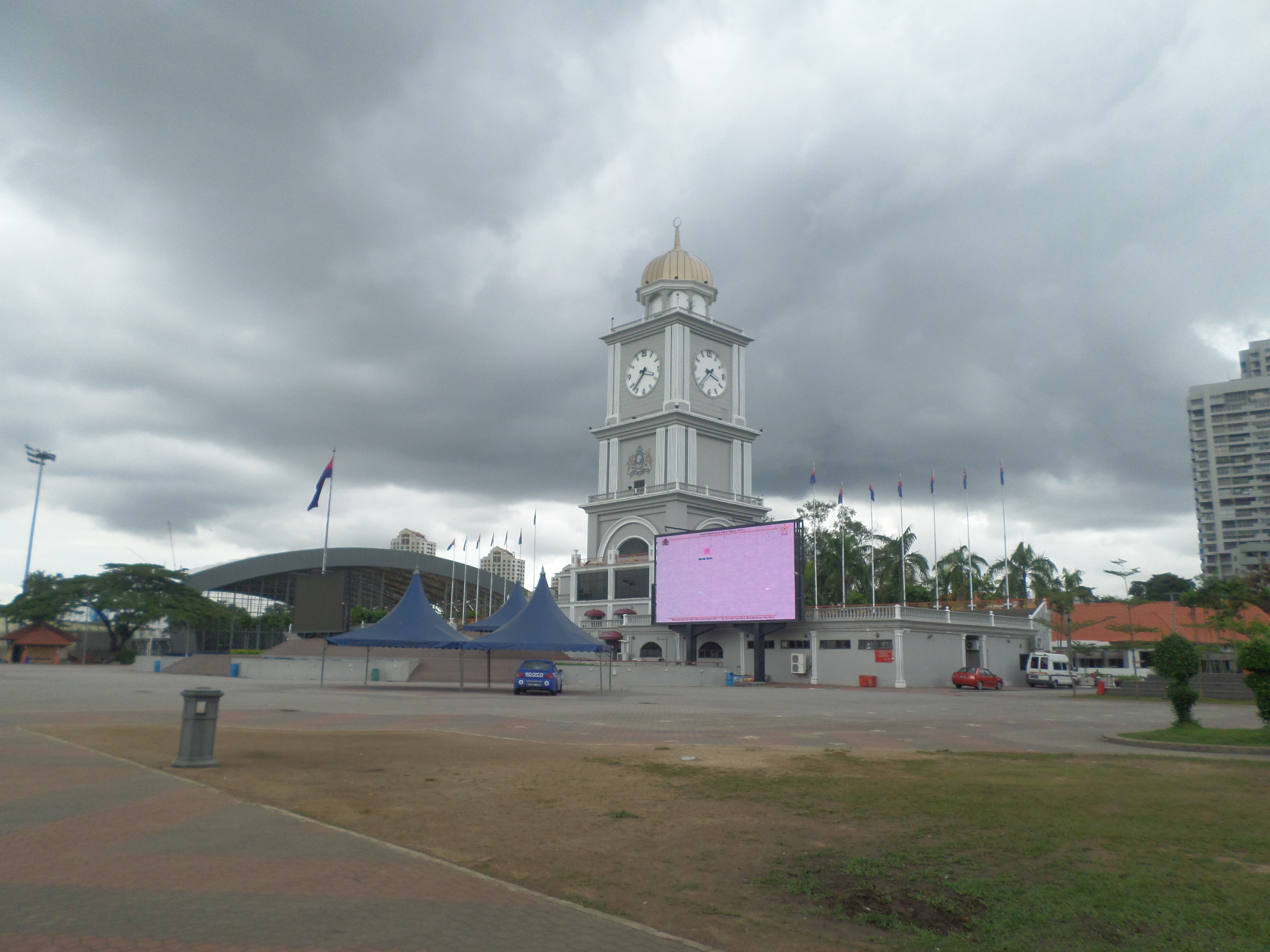
新山大钟楼广场

新山歷史自1846年由陳開順率領逾大量潮州籍農民抵達陳厝港開墾種植胡椒及甘蜜，便是新山開埠之始。之后新山於1855年，即柔佛天猛公王朝統治時期正式開埠，但仍稱原稱丹絨布蒂裡，1858年天猛公達因·依布拉欣登基後才命名為該地為依斯干達布蒂裡。
由於早期華人多由汕頭南下至此，且多為潮州籍貫，因此新山亦被稱作為「小汕頭」。现今的新山是马来西亚柔佛州首府及最大城市，其所属的新山县也发展成一座拥有三个市政厅规格（分别为新山、依斯干达公主城、巴西古当）的发达县份，之前的古来副县也于2008年自立新县。

## 柔佛天猛公王朝時期

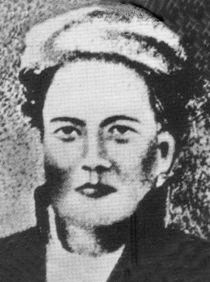
天猛公达因·依布拉欣建立了丹绒布蒂里，并将丹绒布蒂里更名为依斯干达布蒂里（现今的新山）。

由于马来人与武吉斯人之间的争执，柔佛—廖内王朝于1819年分裂，其中马来半岛区域由天猛公达因·依布拉欣建立柔佛天猛公王朝；而群岛区域廖内—林加苏丹王朝则由武吉斯人阿都拉曼统领。

### 天猛公達因·依布拉欣時期
1826年，天猛公依布拉欣繼承為柔佛天猛公，旨在打造一个以其个人行政中心为首的柔佛苏丹王朝。为了鼓励星洲（今新加坡）华人北迁至柔佛开垦，天猛公依布拉欣在1844年开始推行港主制度，吸引了許多閩南與廣東籍貫華人到依斯干達布蒂裡開墾種植甘密及黑胡椒；而當地的爪哇移民則負責鑿掘運河、鋪路和種植椰樹。
1844年10月9日，柔佛第一張港契發給華人港主阿川和萬成，授權其開墾柔佛士姑來河域。同年10月22日，柔佛第二張港契則發給陳開順，授權其開墾柔佛地不佬河域。1845年4月，天猛公依布拉欣又發出一張柔佛巫來由河及兩張柔佛地南河的港契。
1846年陳開順便率領大量潮州籍農民抵達地不佬河域，開墾種植胡椒及甘蜜，並且命名此地為陳厝港。
基于依布拉欣与英国私交甚笃，英国也有意控制新加坡的商业活动，因此柔佛苏丹阿里·依斯干达与依布拉欣于1855年3月10日在新加坡签订了一项协议。根据该协议，阿里·依斯干达仍受尊为柔佛苏丹并卖断性获得5,000西班牙元，同时每月可获得500元津贴。
做为回馈，苏丹阿里·依斯干达受要求将柔佛领土的主权割让给天猛公依布拉欣，而他唯一可保留的领土为吉双（现柔佛东甲县吉双区，在麻坡西部，座落于马六甲海峡东岸）。当双方均同意由天猛公依布拉欣取得柔佛州领土后，天猛公依布拉欣便于1858年以依斯干达布蒂里（Iskandar Puteri）为该地命名，并使其置于新加坡的直落布兰雅之下加以管治，象征着丹絨布蒂裡正式開埠。陳開順也在当时被冊封為第一位華人甲必丹。

### 苏丹阿布峇卡时期
在苏丹阿布峇卡统治初期，英国仅承认其为马哈拉惹而非苏丹。在1855年，
当他觐见英国维多利亚女王后，英国殖民地部开始承认其为苏丹。他在利民达内战中获英国支持下，谋划重夺阿里所属的吉双区并大力发展依斯干達布蒂裡的基础建设及农业，新建了蘇丹阿布峇卡清真寺、柔佛大皇宮、州務大臣官邸等建筑，并由其密友黄亚福一手包办建成。
在柔佛和英国关系的提升下，阿布峇卡开始设立英式政体及执行柔佛州宪法。虽然此前英国已长久委任柔佛苏丹的顾问，但并未导致其直接受制于英国。
1864年，天猛公阿布峇卡倡建柔佛大皇宮，工程同样由黄亚福负责承建，于1866年落成。同年，天猛公阿布峇卡將依斯干達布蒂裡改名為柔佛峇魯，成為柔佛新首府。

### 港区的繁荣
1870年代，柔佛共开发29条港，十年后增多一倍，巅峰时期共达138港。当时新山的华人主要来自潮州、闽南籍、广东、客家与海南五个地区，市区被纱玉河分隔两岸。其中潮州籍的陈旭年开辟市场发展纱玉河的左岸，后来此地便有一条以其名字命名的陈旭年街；而在纱玉河的右岸，则有广东人黄亚福大兴土木建设店铺，也因此现今当地有一条以其名字命名的黄亚福街，而其他籍贯的华人则散居当中。广东人多从事建筑业，黄亚福就是当中的领主；潮州人多从事杂货米粮生意；海南人则多开设咖啡店。1886年，苏丹阿布峇卡正式成为柔佛第21任苏丹，隨後阿布峇卡在1895年在英国伦敦病逝，由其儿子苏丹依不拉欣（1895-1959年）继位。

## 英治时期

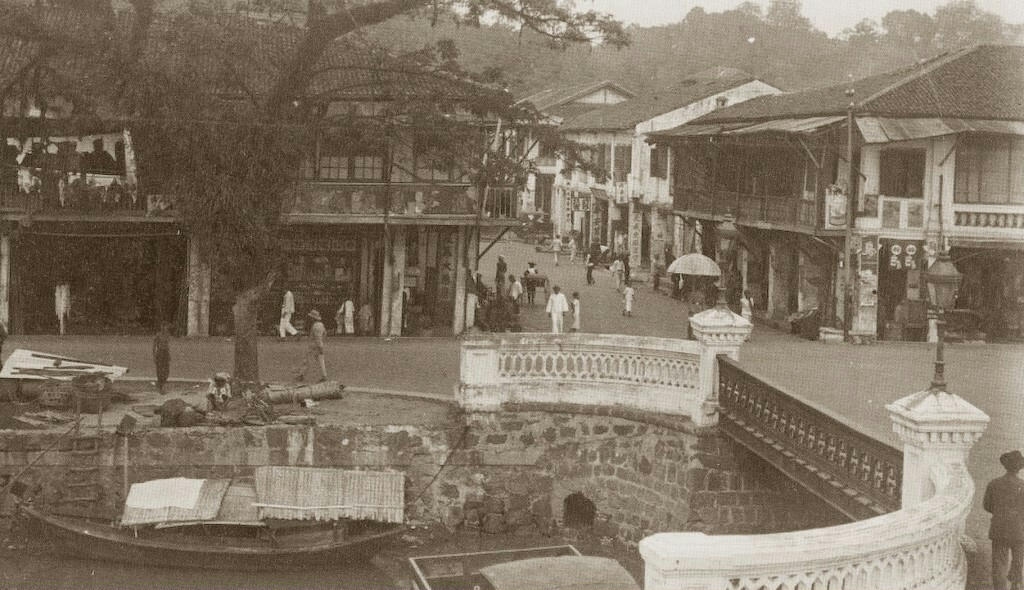
1920年代在新山市中心黄亚福街和翁固本街交界处的纱玉河

1914年，馬來聯邦的参政制度进入柔佛，使得该州直接受英国管制。在苏丹依不拉欣在位期间，新山见证了许多重要的发展。其中马来亚铁路于1909年完成延长铁路路线至新山、1923年新柔长堤正式竣工，以铁路与道路连接马来半岛与新加坡。新山在二战间期发展不多，英国殖民政府为了简化柔佛的行政管理而设立的柔佛秘书大楼苏丹依布拉欣大楼也于1940年竣工。

## 二战时期

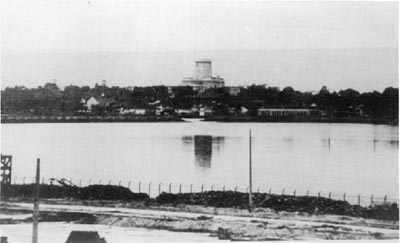
二战时期遭同盟国轰炸的新柔长堤

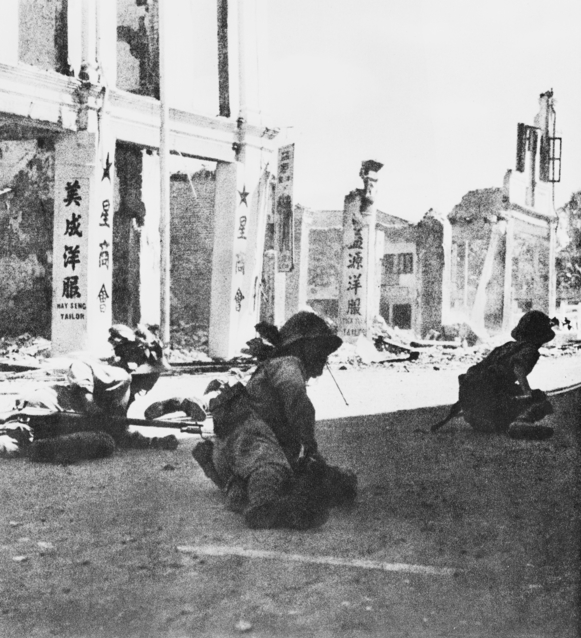
大日本帝国陆军士兵于新山

馬來亞戰役於1941年12月8日爆發，日軍沿著馬來西亞半島西海岸南下，並控制了柔佛州的主要城鎮如居鑾、峇株巴轄、永平等。
1942年1月31日在大日本帝国时任第25军司令官山下奉文攻入新山，中断了当地的发展。由于日军在1月15日之前已经到达柔佛西北部，他们轻易攻下峇株巴辖、永平、居銮和亚依淡等州内主要乡镇，避使英軍和其他盟軍撤退到新山。然而，隨著日軍在1942年1月29日進一步的對其轟炸，第二天英國人於撤退前，炸毀了新柔长堤，以阻止日軍继续南下。
日本人隨後使用位於新山的武吉仕林王宫作為他們的主要臨時基地，策劃新加坡戰役的備戰，同時等待堤道修復。日军选择这座宫殿作为他们的主要基地，因为他们知晓英国人投鼠忌器，攻击她将有损英国人与柔佛的密切关系。

## 独立前
1945年战争结束后不久，新山成为马来亚初期马来人民族主义的主要热点。1946年二战结束，马来亚一代的政治家前柔佛州务大臣翁嘉化，察觉英國政府在马来亚联邦给予非马来人居留权，引起马来社群广泛失望，遂于1946年5月11日正式成立了巫统。随后，巫统与英国达成协议，即由马来人主导政治；而非马来人则主导经济。自马来亚紧急状态以来，马来人与非马来人，特别是与华人之间的种族冲突不断激化，直到土著急给予非土著部分参政权才平息风波。

## 独立后

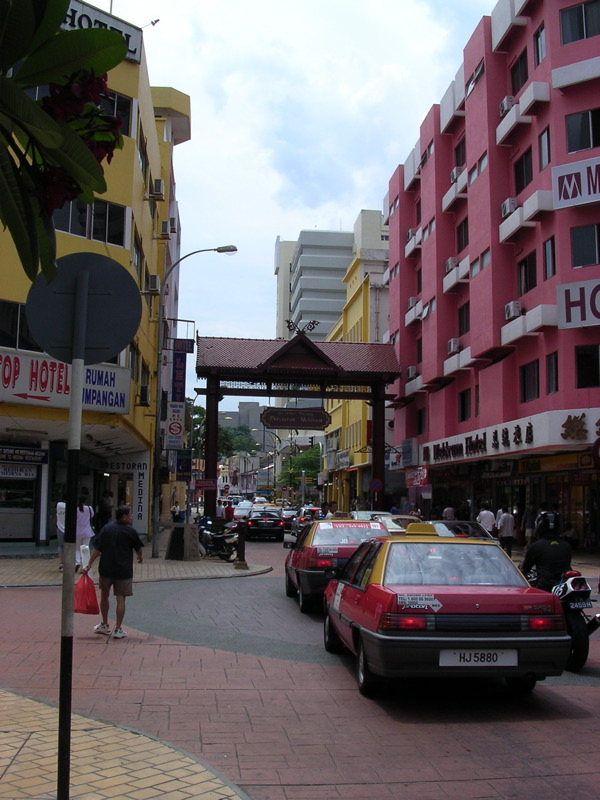
新山明里南街一隅

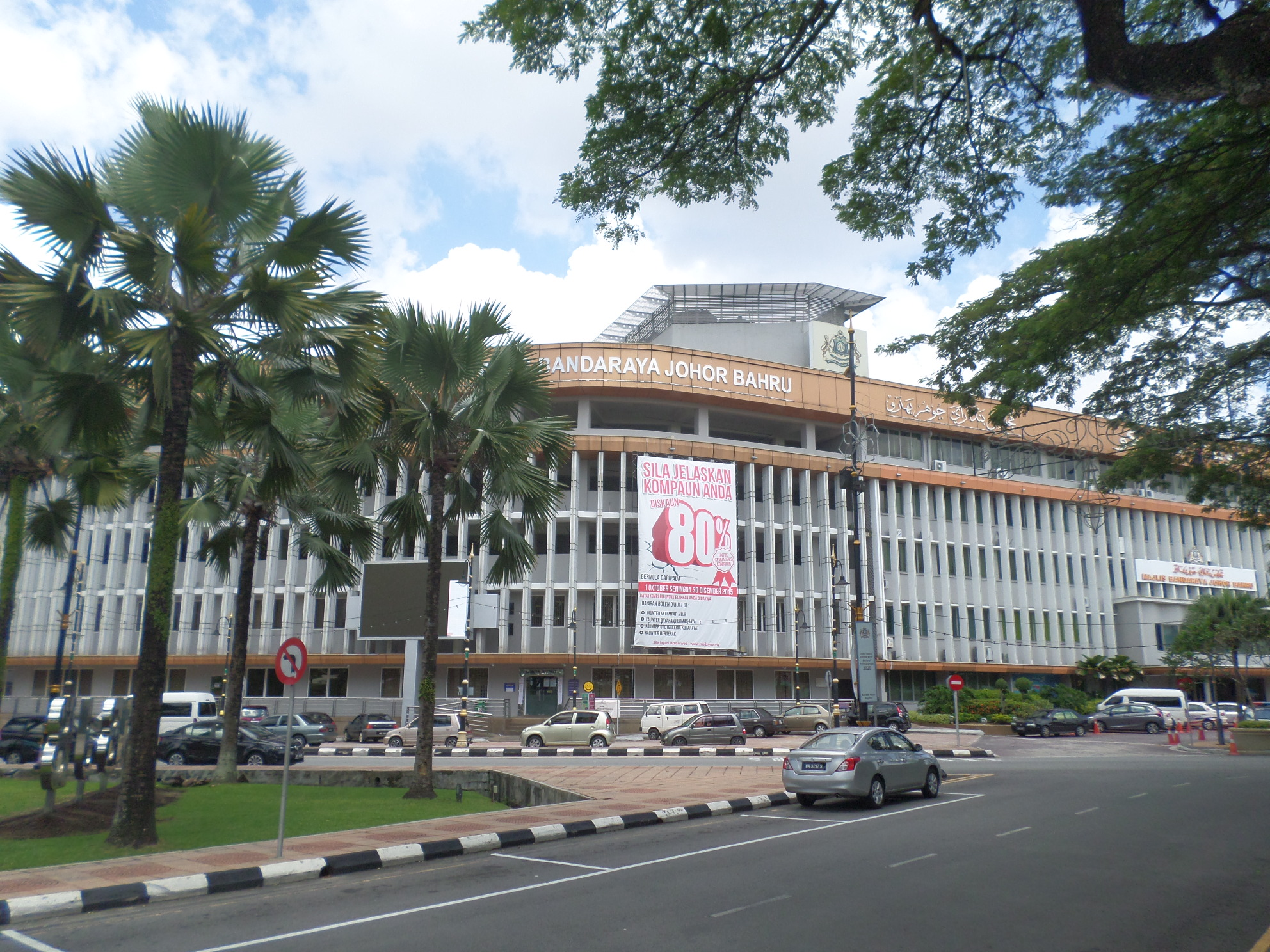
新山市政厅外观

1957年馬來亞联合邦独立後，新山繼續作為柔佛州首府，隨著城鎮的擴建和更多的新鄉鎮和工業建設，啟動了更廣泛的開發。
印马对抗并没有直接影响新山，因为印度尼西亚在柔佛的主要着陆点是拉美士。当地只有一个活跃的印尼间谍组织，被称为马来印尼经济运动组织（GEMI）。他们经常与居住在那里的印尼社区接触，为印尼突击队员提供资料，直到1965年新加坡麦克唐纳大楼爆炸事迹发生才使这个组织解散。
新山市的實際管轄面積於1960年後逐漸擴大，於北部地不佬區和及避蘭東區之新村與工業區在1970年至1980年間大興土木。1994年1月1日，新山正式獲准升格為大城市，并在《1976年地方政府法令》下成立了新山市政厅，新山目前的主要广场新山大钟楼广场也同时在新山升格的前一个月建成以纪念这个事迹。

## 近代发展

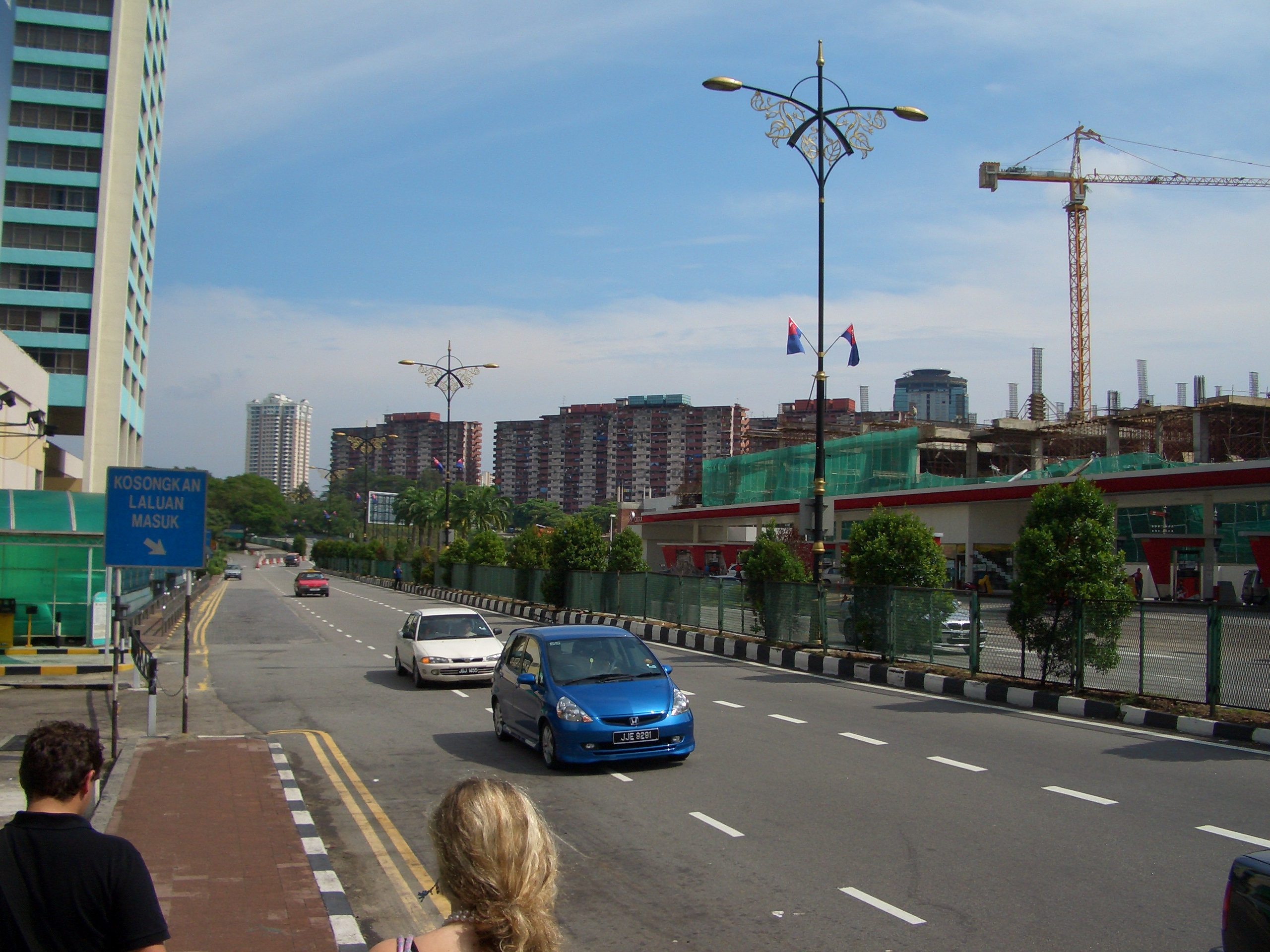
敦阿都拉萨路

1990年代中期以來，馬來西亞中央政府與柔佛州政府投入資金发展新山市中心的黄亚福街与新柔长堤周边。2006年，依斯干達經濟特區計劃正式推行，而新山市中心乃重點發展之旗舰A区。2008年6月21日，原属新山县的古来副县升格为古来再也县。
自2014年1月1日起，新山和柔佛州的周休日调整为星期五和六。2015年11月23日，柔佛州務大臣卡立诺丁推介「新山中央商務區」計劃，並以柔佛蘇丹依布拉欣命名，以將新山發展成國際大都會。2016年1月初柔佛南部四个地方政府进行边界重划，使新山市的管辖区域进一步扩大至3萬9125公頃。
2017年11月22日，新山中區市議會獲准升格為依斯干達公主城市政廳独立成新城市，使柔佛州成為繼雪蘭莪和砂拉越之後馬來西亞第三個擁有兩座大城市的州屬。